# Central Arkansas Library System

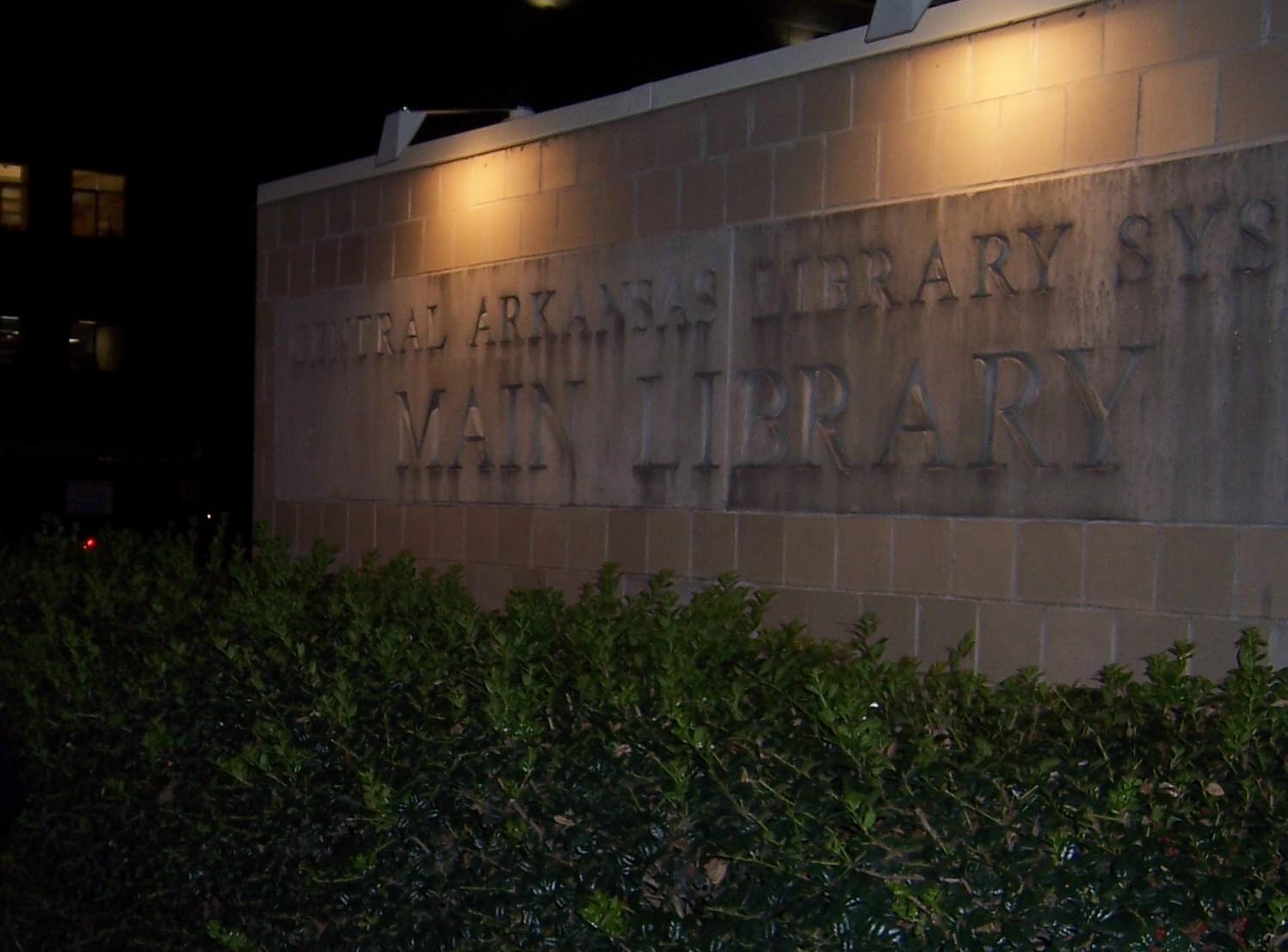
Insegna fuori dalla Biblioteca principale di Little Rock

Il Central Arkansas Library System è il sistema bibliotecario di Little Rock, Arkansas, Stati Uniti d'America.
Il più grande sistema di biblioteche pubbliche nell'Arkansas, il Central Arkansas Library System serve tutti i residenti di Pulaski County e Perry County, tra cui Little Rock, North Little Rock, Jacksonville , Maumelle, Perryville, Sherwood e Wrightsville.
La Biblioteca principale nel centro di Little Rock è il ramo principale del sistema. Il suo campus comprende anche l'Arkansas Studies Institute Building, del quale fanno parte gli uffici del Butler Center for Arkansas Studies, l  Encyclopedia of Arkansas History & Culture , il UALR Center for Arkansas History and Culture, CALS Ron Robinson Theatre, Cox Creative Center e il River Market Books & Gifts.

## Sedi
- Little Rock
  - Dee Brown Library, dedicata allo scrittore di Seppellite il mio cuore a Wounded Knee.[1]
  - Hillary Clinton Children's Library, dedicata alla first lady dell'Arkansas.[2]
  - John Gould Fletcher Library, dedicata al poeta vincitore del Pulitzer, fratello minore di Adolphine Fletcher Terry.
  - Sidney S. McMath Library, dedicata al sindaco.
  - Main Library
  - Oley E. Rooker Library, dedicata ad un avvocato del sud di Little Rock.[3][4]
  - Adolphine Fletcher Terry Library, dedicata ad un avvocato per le scuole, per le biblioteche e per la desegregazione nello stato. Era la sorella maggiore di John Gould Fletcher.[5]
  - Roosevelt Thompson Library, dedicata ad uno studente nativo di Little Rock e Yale che ha ricevuto una borsa di studio a Rhodes ma è stato ucciso prima che potesse iniziare.[6]
  - Sue Cowan Williams Library, dedicata ad un insegnante di Little Rock che, nel 1942, ha vinto una causa chiedendo pari retribuzione per gli insegnanti neri.[7][8]
- Jacksonville
  - Esther Dewitt Nixon Library, dedicata al primo bibliotecario della Jacksonville Library.[9]
- Maumelle:
  - Maumelle Library
- Perryville:
  - Max Milam Library, dedicata al docente del dipartimento di Scienze Politiche presso la University of Arkansas e sostenitore per la fornitura di assistenza sanitaria rurale e lo sviluppo economico rurale in Arkansas.[10]
- Sherwood:
  - Amy Sanders Library, dedicata ad un impiegato di vecchia data per la città di Sherwood.[11]
- Wrightsville:
  - Millie Brooks Library, dedicata ad un avvocato e consigliere comunale di Wrightsville.[12]